# Ethnikos Pireus
PAE Ethnikos Pireus (grec: ΠΑΕ Εθνικός Πειραιώς) – grecki klub piłkarski z siedzibą w Pireusie.

## Historia
PAE Ethnikos Piraeus został założony w 1923 jako Athletic and Football Club of Piraeus (grec: Αθλητικός και Ποδοσφαιρικός Σύλλογος Πειραιώς). W 1924 klub wygrał Mistrzostwa Aten i Pireusu. W tym samym roku w klubie doszło do rozłamu i część działaczy utworzyło klub Omilos Filathlon Piraeus – Faliro (grec: Όμιλος Φιλάθλων Πειραιώς – Φαλήρου), który w 1925 zmienił nazwę na Ethnikos O.F.P.F.. Pozostali działacze utworzyli w 1925 klub Olympiakos SFP.
W latach 1924–1959 nieprzerwanie uczestniczył w Mistrzostwach Panhelleńskich, które były wówczas najważniejszymi rozgrywkami w Grecji. Ethnikos pięciokrotnie wygrał te rozgrywki w 1928, 1929, 1934, 1935 i 1939. W 1933 klub zdobył jedyny w swojej historii Puchar Grecji. W 1959 klub przystąpił do utworzonych rozgrywek Alpha Ethniki. Ethnikos występował w Alpha Ethniki przez kolejne 31 lat aż do spadku w 1990. Najwyższym miejscem wywalczonym przez Ethnikos było 4. w 1975. Lata 90. były czasem spadków i powrotów Ethnikosu do Alpha Ethniki (3 spadki i awanse). Po spadku do Beta Ethniki w 1999, nastąpił pierwszy historii spadek do Gamma Ethniki w 2000. Dno Ethnikos osiągnął w latach 2003–2004, kiedy to grał w Delta Ethniki (4 liga). Od 2006 Ethnikos występował w drugiej lidze, która teraz nosi nazwę Football League.

### Sukcesy
- Puchar Grecji (1): 1933
- Mistrzostwa Panhelleńskie (5): 1928, 1929, 1934, 1935, 1939
- 36 sezonów Alpha Ethniki: 1959–1990, 1991–1992, 1994–1996, 1997–1999

## Rekordziści

### Najwięcej występów
- 383 – Aggelos Kremmydas
- 367 – Dimitris Chatziioannoglou
- 320 – Stelios Nikiforakis
- 300 – Panagiotis Kottidis
- 246 – Kostas Moutafis

### Najwięcej bramek
- 102 – Dimitris Chatziioannoglou
- 079 – Michalis Kritikopoulos
- 054 – Andreas Antonatos
- 054 – Panagiotis Kottidis
- 036 – Kostas Batsinilas